# Document Availability Information API
Document Availability Information API (kurz DAIA) ist eine Programmierschnittstelle (API) zur Abfrage von aktuellen Verfügbarkeitsinformationen von Dokumenten und Medien in Bibliotheken und ähnlichen Einrichtungen. Per DAIA kann ermittelt werden ob und wo ein Dokument mit welchen Exemplaren für welche Dienstleistungen zur Verfügung steht oder ob es beispielsweise gerade ausgeliehen ist.

## Motivation
Für die Recherche in den Beständen von Bibliotheken existieren etablierte Schnittstellen wie SRU und Z39.50. Für die Frage, woher ein spezielles Buch oder ein Artikel besorgt werden kann, kann unter Umständen openURL verwendet werden. Lediglich für die Frage, ob ein Medium auch wirklich 'verfügbar' ist, existierte bis zur Entwicklung von DAIA noch keine offene Schnittstelle. Daher wurde ein Standard geschaffen, der für die Einbindung in Mashups optimiert ist.
DAIA entstand in Zusammenarbeit der GBV, der hebis-Verbundzentrale und dem Beluga-Projekt der Hamburger Bibliotheken.

## Eigenschaften
DAIA ermöglicht es, die Verfügbarkeit eines Dokuments/Mediums abzufragen. Der Begriff Verfügbarkeit ist jedoch an Kontexte gebunden. Ein Buch aus dem Präsenzbestand ist 'verfügbar', wenn kurz etwas nachgelesen werden soll, es ist aber nicht für die Ausleihe verfügbar. DAIA abstrahiert daher den Begriff der Verfügbarkeit und konkretisiert ihn in beliebig vielen Kontexten. Grundsätzlich sind folgende Kontexte definiert:
- Lokale Einsehbarkeit (presentation)
- Ausleihbarkeit (loan)
- Freier Zugriff (openaccess)
- Vermittelter Zugriff / Fernleihe (interloan)

Für eine Abfrage muss das konkrete Medium bekannt sein und wird mit seinem eindeutigen Identifikator (Medien-URI) referenziert. Für die Einrichtung, an die die Abfrage geschickt wird, existiert eine Basis-URL, die „DAIA-Adresse“ der jeweiligen Einrichtung. Mit der Basis-URL und der Medien-URI lässt sich über HTTP eine einfache DAIA-Abfrage zusammenstellen:
http://example.com/pfad-zur-api?id=Medien-URI&format=json
Dabei wird nicht zwischen physischen und elektronischen Medien unterschieden.
DAIA kann zwischen verschiedenen Arten von Nichtverfügbarkeit unterscheiden, etwa:
- unavailable: nicht verfügbar
- expected: momentan nicht verfügbar mit Option der späteren Verfügbarkeit, wobei dies mit einer genauen Zeitangabe oder "auf unbestimmte Zeit" (unknown) spezifiziert werden kann